# Bauru (microregio)
Bauru (IPA: [bɐʊ̯ˈɾu]) is een van de 63 microregio's van de Braziliaanse deelstaat São Paulo. Zij ligt in de mesoregio Bauru en grenst aan de microregio's Lins, Novo Horizonte, Araraquara, Jaú, Botucatu, Avaré, Ourinhos en Marília. De microregio heeft een oppervlakte van ca. 8.509 km². In 2006 werd het inwoneraantal geschat op 568.117.
Eenentwintig gemeenten behoren tot deze microregio:
- Agudos
- Arealva
- Areiópolis
- Avaí
- Balbinos
- Bauru
- Borebi
- Cabrália Paulista
- Duartina
- Guarantã
- Iacanga
- Lençóis Paulista
- Lucianópolis
- Paulistânia
- Pirajuí
- Piratininga
- Pongaí
- Presidente Alves
- Reginópolis
- Ubirajara
- Uru

Mesoregio's: Araçatuba · Araraquara · Assis · Bauru · Campinas · Itapetininga · Litoral Sul Paulista · Macro Metropolitana Paulista · Marília · Metropolitana de São Paulo · Piracicaba · Presidente Prudente · Ribeirão Preto · São José do Rio Preto · Vale do Paraíba Paulista

Microregio's: Adamantina · Amparo · Andradina · Araçatuba · Araraquara · Assis · Auriflama · Avaré · Bananal · Barretos · Batatais · Bauru · Birigui · Botucatu · Bragança Paulista · Campinas · Campos do Jordão · Capão Bonito · Caraguatatuba · Catanduva · Dracena · Fernandópolis · Franca · Franco da Rocha · Guaratinguetá · Guarulhos · Itanhaém · Itapecerica da Serra · Itapetininga · Itapeva · Ituverava · Jaboticabal · Jales · Jaú · Jundiaí · Limeira · Lins · Marília · Mogi das Cruzes · Mogi-Mirim · Nhandeara · Novo Horizonte · Osasco · Ourinhos · Paraibuna e Paraitinga · Piedade · Piracicaba · Pirassununga · Presidente Prudente · Registro · Ribeirão Preto · Rio Claro · Santos · São Carlos · São João da Boa Vista · São Joaquim da Barra · São José do Rio Preto · São José dos Campos · São Paulo · Sorocaba · Tatuí · Tupã · Votuporanga